# Brug 567
Brug 567 is een bouwkundig kunstwerk in het Amsterdamse Bos.
Ze overspant een ringsloot in of nabij het Sportpark Nieuwe Kalfjeslaan, waar ook het Wagenerstadion ligt. Het bos werd grotendeels aangelegd in de jaren dertig, voor de bruggetjes en bruggen in het bos werd architect Piet Kramer van de Dienst der Publieke Werken aan het werk gezet. Hij ontwierp een keur aan bruggen te verdelen in drie types houten voet- en fietsbruggen, stadsbruggen in de stijl van de Amsterdamse School en moderne betonnen bruggen. Brug 567 valt in de laatste categorie. Volgens Piet Kramer; Bruggenbouwer van de Amsterdamse School en Amsterdamse bruggen 1910-1950 werd brug 567 in 1941 ontworpen door Kramer, maar was er geen geld (meer) om de brug te plaatsen. Volgens dezelfde boekwerken vond realisatie pas plaats in 1955 als er grote werkzaamheden aan het bos plaatsvinden (verplaatsen ingang etc.).
Brug 567 werd samen aanbesteed met brug 568 en brug 569 rondom de springbaan voor paardensport. Brug 568 is vermoedelijk nooit gebouwd, maar was gesitueerd ten noorden van de springbaan. Brug 569 is de zogenaamde hartjesbrug (naar de uiteinden van de leuningen) ten westen van de springbaan. Daarbij steekt brug 567 schril af. Het is een sobere en vooral kleine duikerbrug. De brug is in totaal 13 meter lang, ruim zes meter breed en de doorvaart is ongeveer drie meter breed. Kramer hanteerde voor deze brug in de Nieuwe Kalfjeslaan twee niveaus voor verkeer (zoals elders in het bos), maar dat is bij reparatiewerk deels verloren gegaan.
In 1999 werden alle bruggen in het Amsterdamse Bos door MTD Landschapsarchitecten in opdracht van de gemeente onderzocht op hun cultureel belang. Zij vonden brug 567 een architectonisch waardevolle brug van gewapend beton, passend binnen het Kramer-oeuvre. Ze benadrukten tevens de opvallend witte kleur binnen de omgeving en het decoratieve siersmeedwerk in leuningen.
De gemeente Amstelveen gaf meer details. Ze werd gebouwd met ter plekke gestort beton. De wateronderdoorgang heeft schuine wanden (breed onder, smal boven). Die onderdoorgang wordt geaccentueerd door middel van een sprong in het beton. Bij nadere beschouwing zijn nog afdrukken van de bouwbekisting te zien. De balustraden zijn ter plaatse van de duiker enigszins verhoogd, terwijl de uiteinden in een kromming verlagen. Net als bij alle betonnen bruggen van Kramer in het bos heeft ook deze brug sierlijke leuningen. Die leuningen, die met de balustraden meebuigen, worden gedragen door conische balusters met een V-vormig uiteinde waarin de leuningen liggen. Het eind van de leuningen worden ook gedragen door conische balusters, maar sluiten af met een knopmotief. De leuningen krullen na de laatste baluster naar boven. Amstelveen verklaarde het vanwege het passen binnen het Kramer-oeuvre tot gemeentelijk monument.
In november en december 2021 werd gewerkt aan renovatie van de brug, die zich in slechte staat bevond.

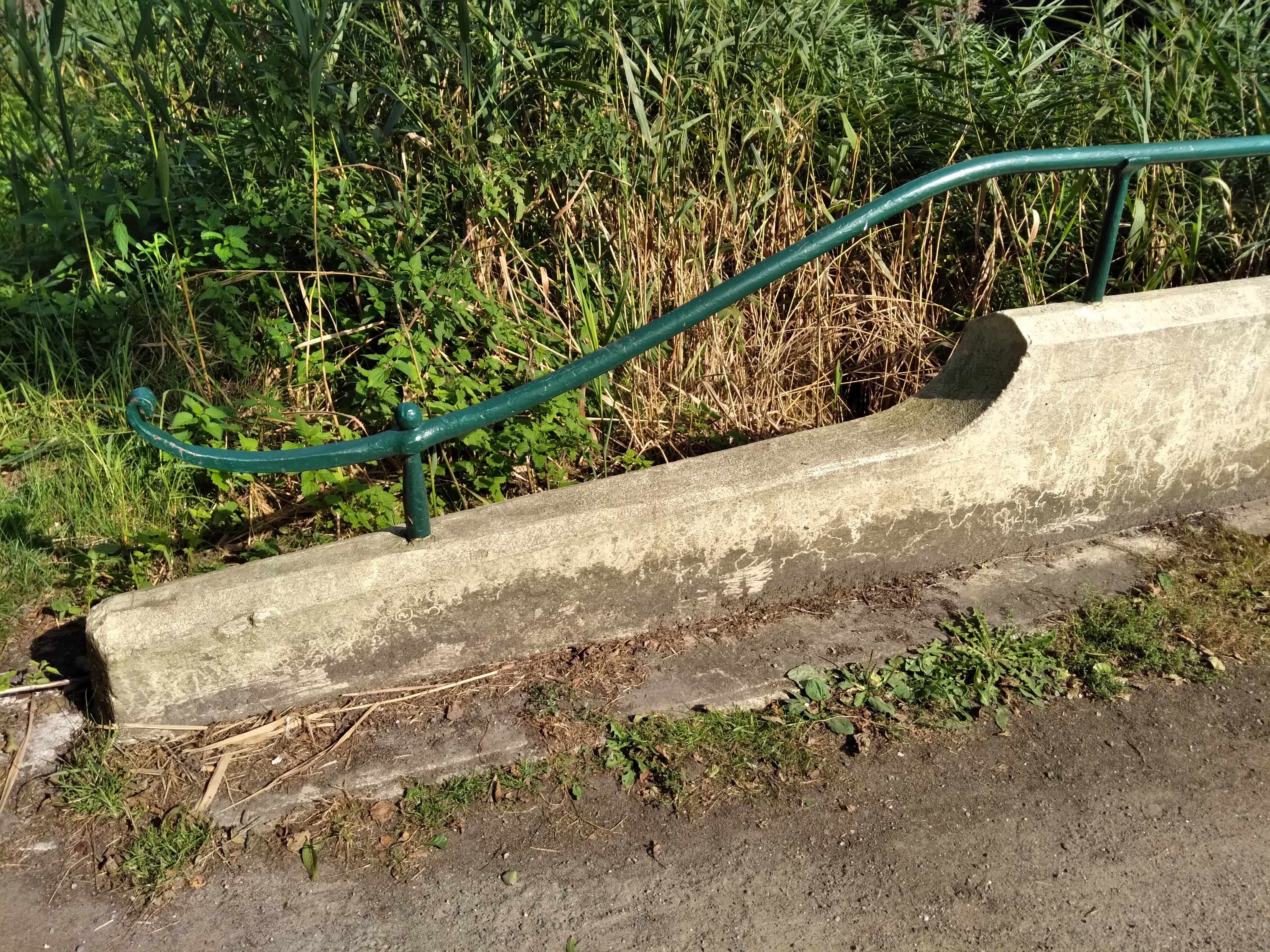
Concaaf verloop balustrade en afbuiging leuning (september 2021)

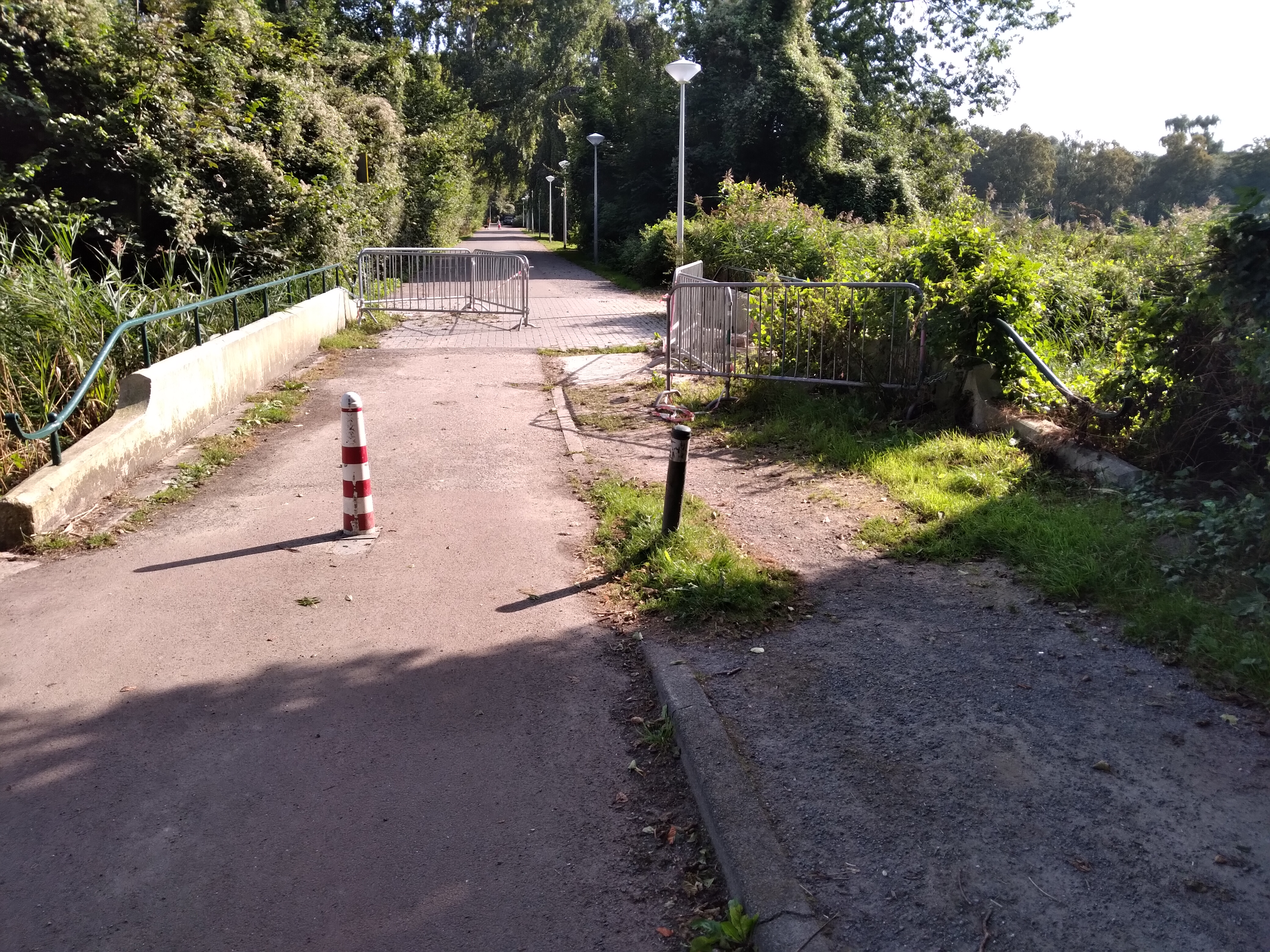
Brug 567 in de hekken (september 2021)

<<< · 500 · 501 ·  503 · 504 · 505 · 506 · 507 · 508 · 509 · 510 · 511 · 512 · 513 · 514 · 515 · 516 · 517 · 518 · 519 · 520 · 521 · 522 · 523 · 525 · 526 · 527 · 528 · 530 · 531 · 532 · 533 · 534 · 535 · 536 · 537 · 538 · 539 · 540 · 541 · 542 · 543 · 544 · 545 · 546 · 547 · 548 · 549 · 550 · 551 · 552 · 553 · 554 · 555 · 556 · 557 · 558 · 559 · 560 · 561 · 562 · 563 · 564 · 565 · 566 · 567 · 569 · 571 · 572 · 573 · 575 · 577 · 578 · 580 · 581 · 582 · 583 · 584 · 586 · 587 · 589 · 590 · 591 · 592 · 593 · 594 · >>>
Brugnummers 502, 524, 529, 568, 570, 574, 576, 579, 585, 588, 595, 596, 597, 598, 599 zijn niet (meer) vergeven.